# Václav Morávek (fotbalista)
Václav Morávek (3. listopadu 1921 – 22. března 2001) byl český fotbalový brankář a reprezentant Československa.

## Fotbalová kariéra
V československé reprezentaci odehrál v letech 1948–1951 deset utkání. Třikrát hrál i za B mužstvo. V lize odehrál 41 utkání, a to v dresu OKD Ostrava (Baníku), za nějž hrál v letech 1951–1952. Předtím hrál v divizním klubu Rubena Náchod – přesto byl povoláván do reprezentace. Začínal v pražském SKEPu, chytal za druholigovou Lokomotívu Vranov nad Topľou a končil v Ostroji Opava, kde vstřelil i několik branek.

## Prvoligová bilance
| Ročník                                    | Zápasy | Góly | Klub        |
| ----------------------------------------- | ------ | ---- | ----------- |
| Mistrovství československé republiky 1951 | -      | 0    | OKD Ostrava |
| Mistrovství československé republiky 1952 | -      | 0    | OKD Ostrava |
| CELKEM 1. liga                            | 41     | 0    |             |